# Gran Orden de la Flor de Orquídea
La Gran Orden de la Flor de Orquídea (en chino: 大勲位蘭花章 Dàxūnwèi lánhuā zhāng) fue una condecoración otorgada por el Estado de Manchukuo. Fue establecida el 1 de marzo de 1934 por el Decreto Imperial n.º 1 y publicado por ley del 19 de abril de 1934. La orden constaba de solo dos clases: Gran Collar y Gran Cordón.
La Orden de la Flor de Orquídea es el equivalente a la Orden del Crisantemo japonesa.

## Diseño
El diseño fue elegido para ser una orquídea porque, según los informes, era la flor favorita de Puyi.
El collar constaba de un gran eslabón central y 20 eslabones pequeños, interconectados por otros intermedios con figuras en forma de un «nudo sin fin» budista. Los pequeños eslabones de la cadena eran pentágonos ranurados con esquinas redondeadas, que simbolizaban las nubes. Ocho de ellos tenían inscripciones y estaban cubiertos de esmalte verde simbolizando los «ocho signos auspiciosos de Buda» —a la izquierda del nudo central: una flor de loto, un recipiente con piedras preciosas, dos peces y un nudo sin fin; a la derecha del nudo central: el caparazón, la rueda del aprendizaje, el precioso paraguas y el estandarte de la victoria—. El nudo central era un hexágono ranurado, que simbolizaba una nube, sobre el que está superpuesto un medallón redondo esmaltado en azul. El medallón representaba a un dragón «en las nubes» retorciéndose alrededor de un sol llameante.
El cordón era de oro, con un diámetro de 71 milímetros, y era una imagen estilizada del principal símbolo imperial: una flor de orquídea. En el anverso, la insignia parecía un medallón redondo dentado esmaltado en verde, sobre el que se superponía una estrella de cinco estrechos «pétalos» esmaltados en amarillo. En el centro de la estrella se encontraba una perla, entre los «pétalos» había tallos dorados con pequeñas perlas, cinco en cada esquina. En el reverso de la insignia había cuatro caracteres: 大勲位章 («el premio más alto por mérito»). A través de un soporte rectangular en el «pétalo» superior, la insignia se unía a un eslabón intermedio, que era una copia reducida de la propia insignia, sin esmaltar ni perlas. En el extremo superior del nudo intermedio había un ojal transversal para sujetarlo a la cadena de la Orden.
La orden fue el premio más alto del imperio. La Orden de la Flor de Orquídea se dividió en dos clases: el collar (大勲位蘭花章頸飾) y el cordón (大勲位蘭花大綬章). El collar estaba destinado a monarcas y jefes de Estado en una gran cinta.

## Condecorados
Fue otorgada al menos 2 veces y se suspendió en 1945 después de la invasión soviética de Manchuria.

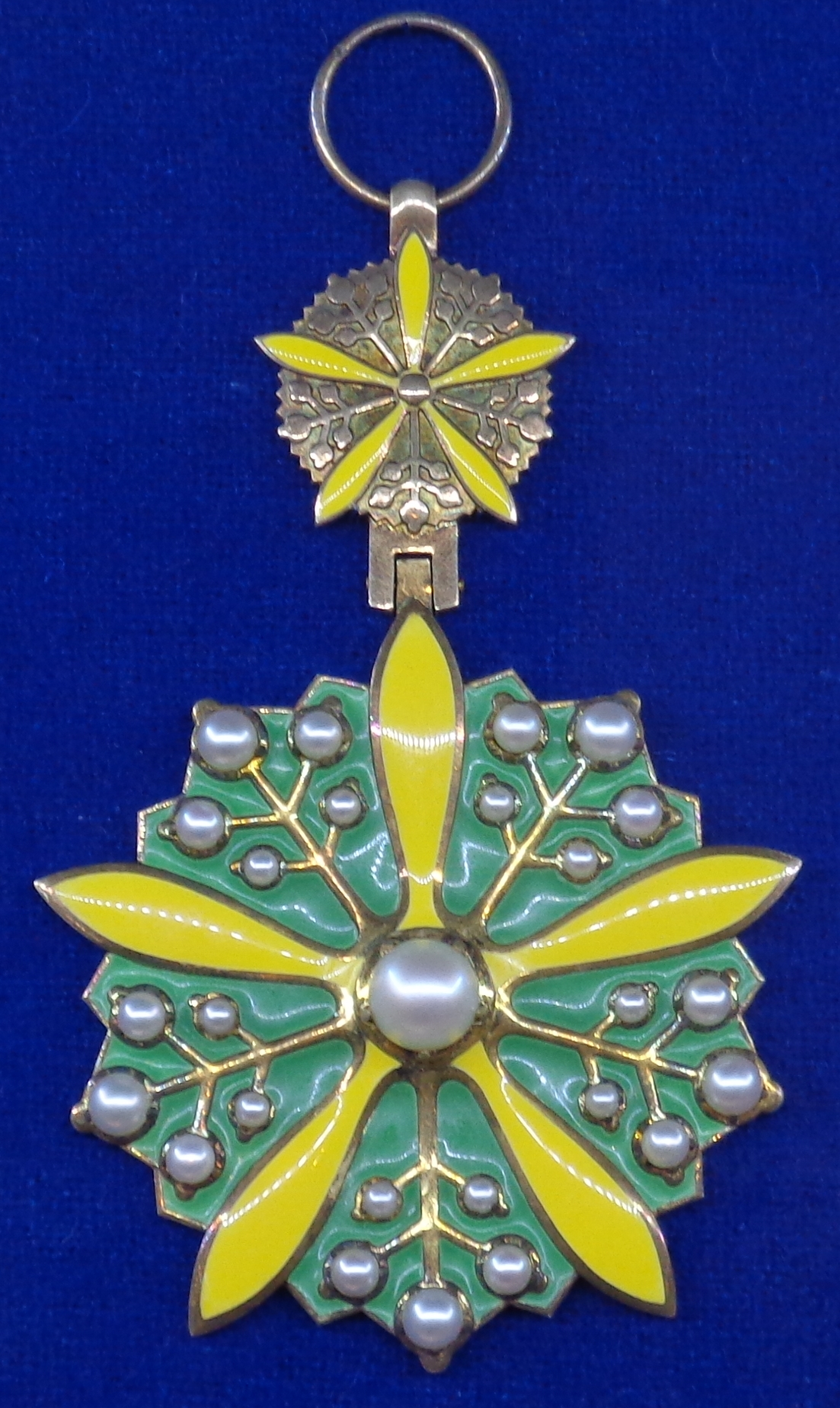
Collar de la Orden

- Hirohito
- Puyi